# Ian McNuff
Ian T. McNuff (10 marzo 1957) è un ex canottiere britannico, vincitore della medaglia di bronzo nel 4 senza a Mosca 1980 insieme a John Beattie, David Townsend e Martin Cross.
Con gli stessi compagni ha conquistato due bronzi mondiali nel quattro senza a Karapiro 1978 e Bled 1979.
È sposato con Susan Handscombe, anche lei canottiera olimpica a Mosca 1980.

## Palmarès
- Giochi olimpici

Mosca 1980: bronzo nel quattro senza.
- Campionati mondiali di canottaggio

Karapiro 1978: bronzo nel quattro senza.
Bled 1979: bronzo nel quattro senza.